# Kodeń (gemeente)
De gemeente Kodeń is een landgemeente in het Poolse woiwodschap Lublin, in powiat Bialski.
De zetel van de gemeente is in Kodeń.
Op 30 juni 2004 telde de gemeente 4110 inwoners.

## Oppervlakte gegevens
In 2002 bedroeg de totale oppervlakte van gemeente Kodeń 150,33 km², waarvan:
- agrarisch gebied: 65%
- bossen: 27%

De gemeente beslaat 5,46% van de totale oppervlakte van de powiat.

## Demografie
Stand op 30 juni 2004:
| Omschrijving                   | Totaal | Totaal | Vrouwen | Vrouwen | Mannen | Mannen |
| ------------------------------ | ------ | ------ | ------- | ------- | ------ | ------ |
| eenheid                        | aantal | %      | aantal  | %       | aantal | %      |
| inwoners                       | 4110   | 100    | 2118    | 51,5    | 1992   | 48,5   |
| bevolkingsdichtheid (inw./km²) | 27,3   | 27,3   | 14,1    | 14,1    | 13,3   | 13,3   |

In 2002 bedroeg het gemiddelde inkomen per inwoner 1388,35 zł.

## Administratieve plaatsen (sołectwo)
Dobratycze, Dobromyśl, Elżbiecin, Kąty, Kodeń (sołectwa: Kodeń I, Kodeń II en Kodeń III), Kopytów, Kopytów-Kolonia, Kostomłoty (sołectwa:Kostomłoty I en Kostomłoty II), Kożanówka, Okczyn, Olszanki, Szostaki, Zabłocie, Zabłocie-Kolonia, Zagacie, Zalewsze.

## Aangrenzende gemeenten
Piszczac, Sławatycze, Terespol, Tuczna. De gemeente grenst aan Wit-Rusland.
- Library of Congress Control Number: n98106509
- Virtual International Authority File: 159626481